# Wayne (serial)
Wayne este un serial american de comedie și acțiune creat de Shawn Simmons, care a avut premiera pe 16 ianuarie 2019, pe YouTube Premium.

## Premisă
Serialul îi joacă pe Mark McKenna, Ciara Bravo și Joshua J. Williams și urmărește un adolescent care își propune să recupereze mașina furată a răposatului său tată, cu ajutorul unei fete de care este îndrăgostit.